# Inninger Bach (Amper)
Der Inninger Bach ist der etwa 6 km lange Abfluss des Wörthsees in Oberbayern.

## Verlauf
Der Inninger Bach beginnt im Nordwesten des Wörthsees in der Nähe der Mausinsel. Er fließt durch den Inninger Ortsteil Bachern Richtung Nordwesten durch ein circa 25 Meter tiefes, zwischen Kühberg und Schmauzbühl gelegenes Durchbruchstal durch eine Seitenmoräne des ehemaligen Isar-Loisach-Gletschers und weiter nach Norden durch Inning, unterquert die Bundesautobahn A96 und mündet schließlich in die Amper. Die letzten 300 Meter fließt er durch das Naturschutzgebiet Ampermoos (NSG-00168.01).

## Charakter und Umgebung
Der Inninger Bach bildet zunächst den kleinen Yachthafen des Wörthsees in Bachern und fließt dann relativ naturnahe bis kurz vor Inning. Oberhalb der Obermühle südlich von Inning wird ein Mühlkanal ausgeleitet und am südlichen Ortsrand von Inning speist der Inninger Bach einen Teich innerhalb einer kleinen Parkanlage.
Innerhalb des Inninger Ortsgebiets ist der Inninger Bach kanalisiert und teilweise überbaut. Im Unterlauf hat der Inninger Bach wieder einen weitgehend naturbelassenen Charakter,
vor allem im Bereich des Naturschutzgebiets Ampermoos.

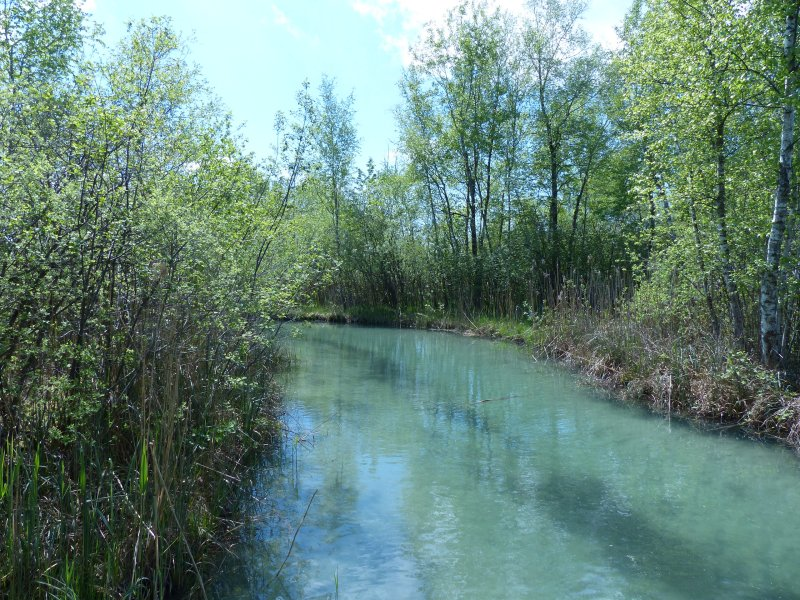
Inninger Bach zwischen Wörthsee und Bachern
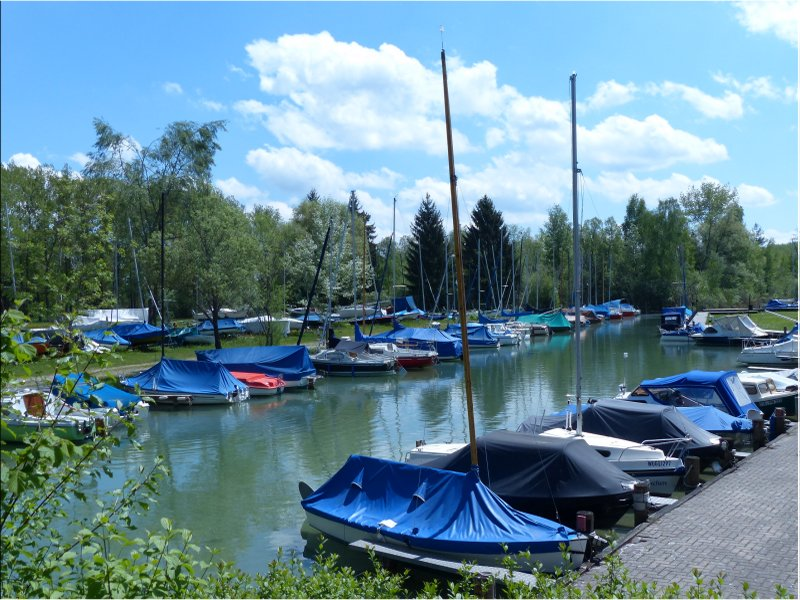
Inninger Bach in Bachern
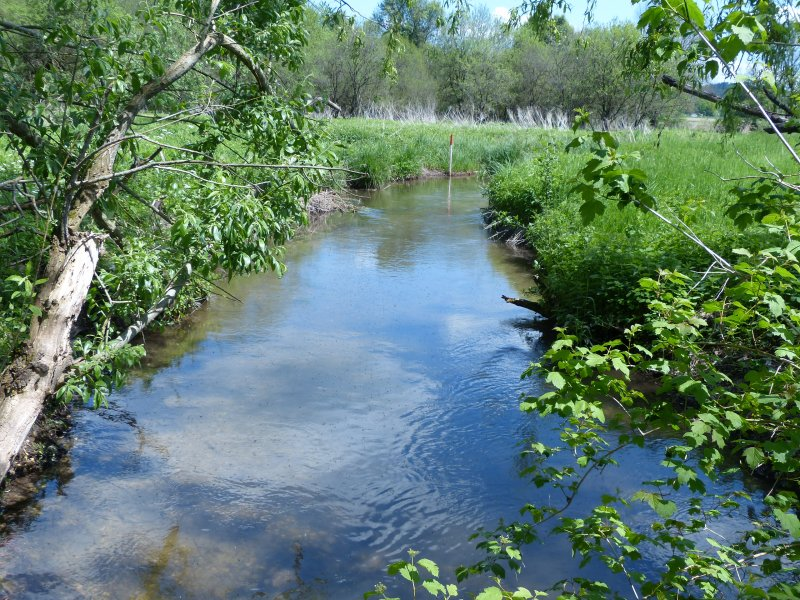
Inninger Bach nördlich von Inning
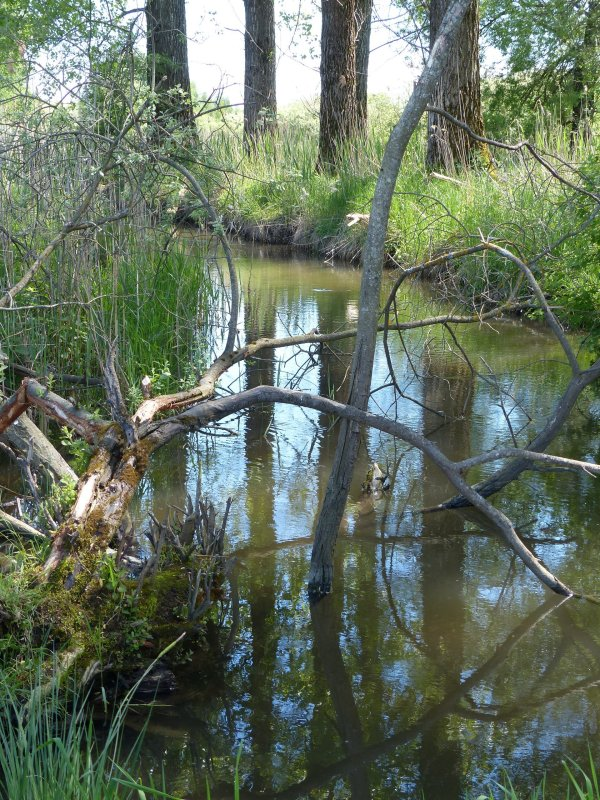
Inninger Bach im Ampermoos
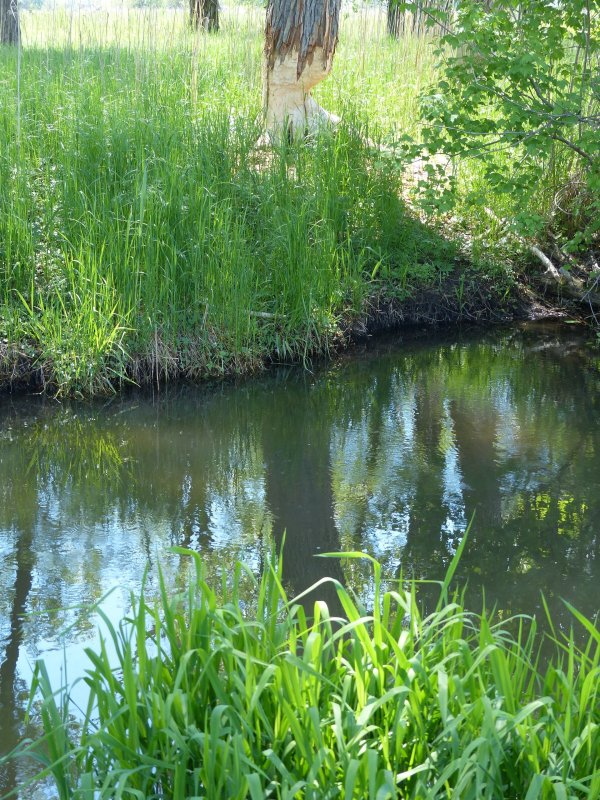
Inninger Bach im Ampermoos. Im Hintergrund ein vom Biber angenagter Baumstamm
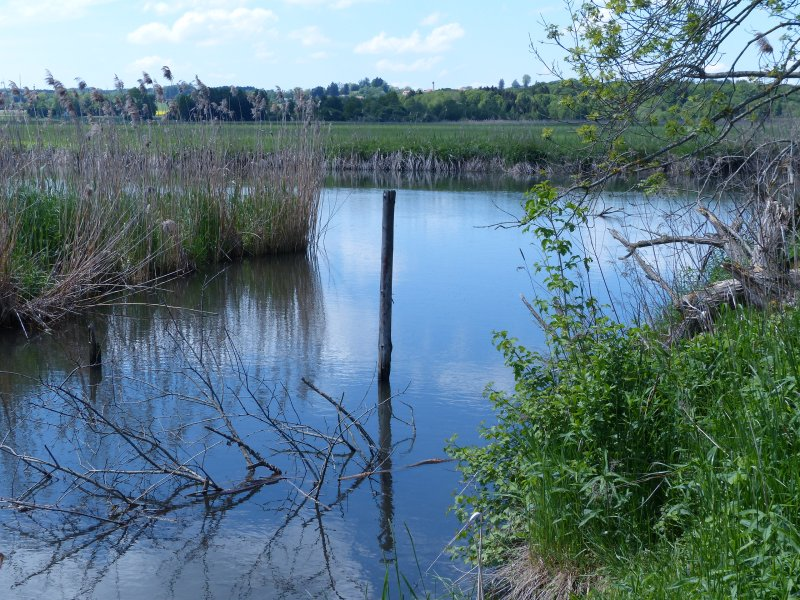
Mündung des Inninger Bachs in die Amper
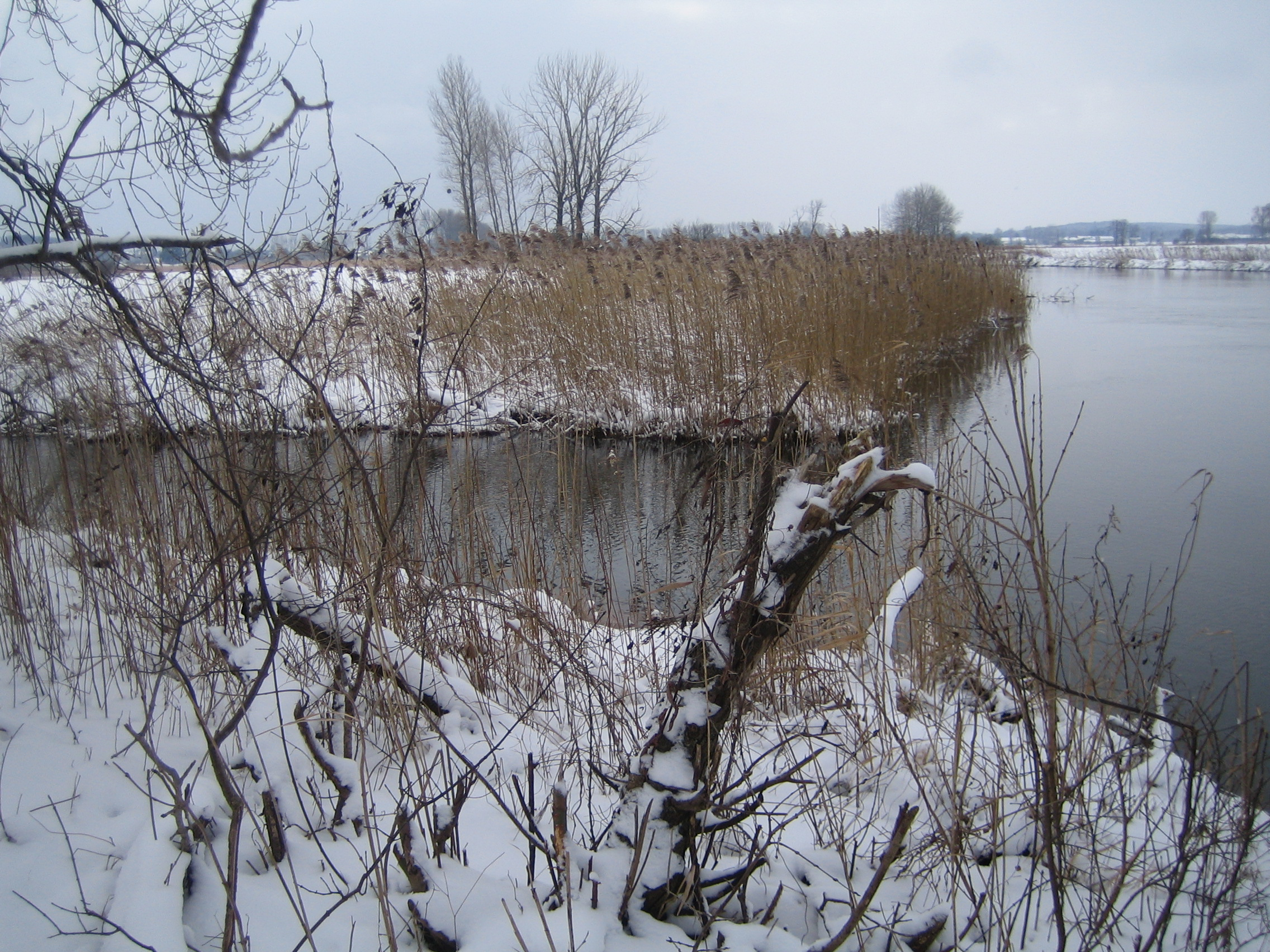
Mündung Inninger Bach in Amper Februar 2013